# Chiesa di San Lorenzo Martire (Urbisaglia)
La chiesa di San Lorenzo Martire, nota anche solo come chiesa di San Lorenzo o con il titolo di collegiata, è la parrocchiale di Urbisaglia, in provincia e diocesi di Macerata; fa parte dell'unità pastorale 6.

## Storia
La prima pietra della parrocchiale di Urbisaglia, disegnata dall'architetto Virginio Bacci di Roma, fu posta nel 1790; i lavori, seguiti dal ticinese Giuseppe Fontana, vennero portati a compimento nel 1800 e il 26 settembre di quell'anno si tenne la cerimonia di apertura al culto della chiesa.

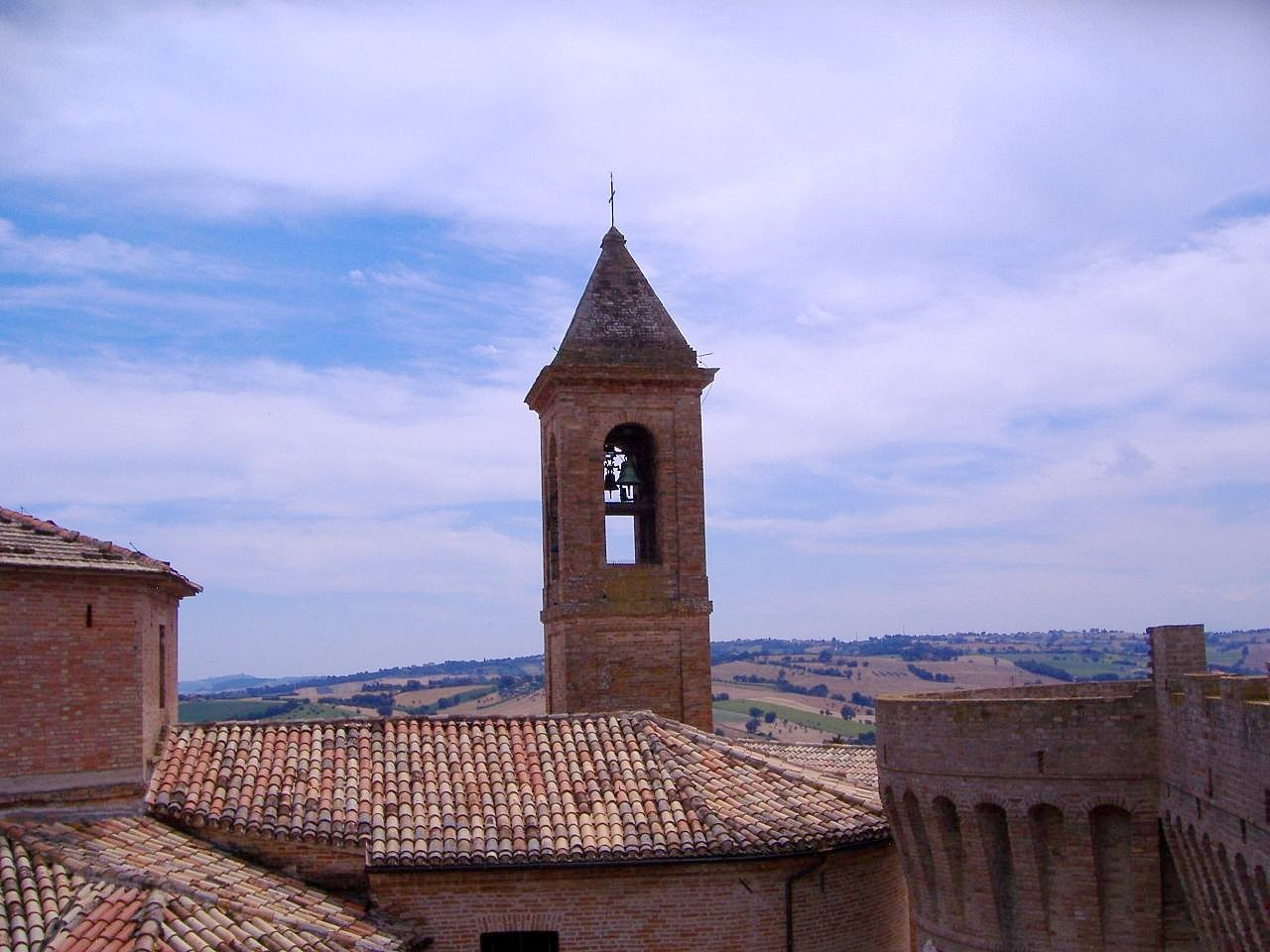
Il campanile

Nel 1811 venne effettuato l'acquisto dell'organo, che era stato realizzato dall'atestino Gaetano Callido tra il 1790 e il 1792 per la chiesa di San Filippo Neri di Macerata.
Negli anni successivi, in particolare tra il 1813 e il 1814, la chiesa fu abbellita da nuove tele eseguite da vari autori, tra cui Fedele Bianchini, Giovanni Demin, Michelangelo Ridolfi e Carlo Viganoni.
Con bolla del 31 maggio 1839 papa Gregorio XVI, confermata poi da decreto del vescovo Francesco Ansaldo Teloni recante la data del 23 giugno, la parrocchiale venne elevata al rango di collegiata.
Tra il 1925 e il 1935 l'edificio fu interessato da un intervento di restauro; in questa occasione si procedette al rifacimento integrale della cupola su progetto dell'ingegnere Ettore Verducci.

## Descrizione

### Esterno
La facciata in mattoni della chiesa, rivolta a nordest, presenta centralmente il portale d'ingresso architravato, al quale si accede tramite una gradinata, ed è scandita da quattro lesene sorreggenti il la trabeazione e il timpano triangolare.

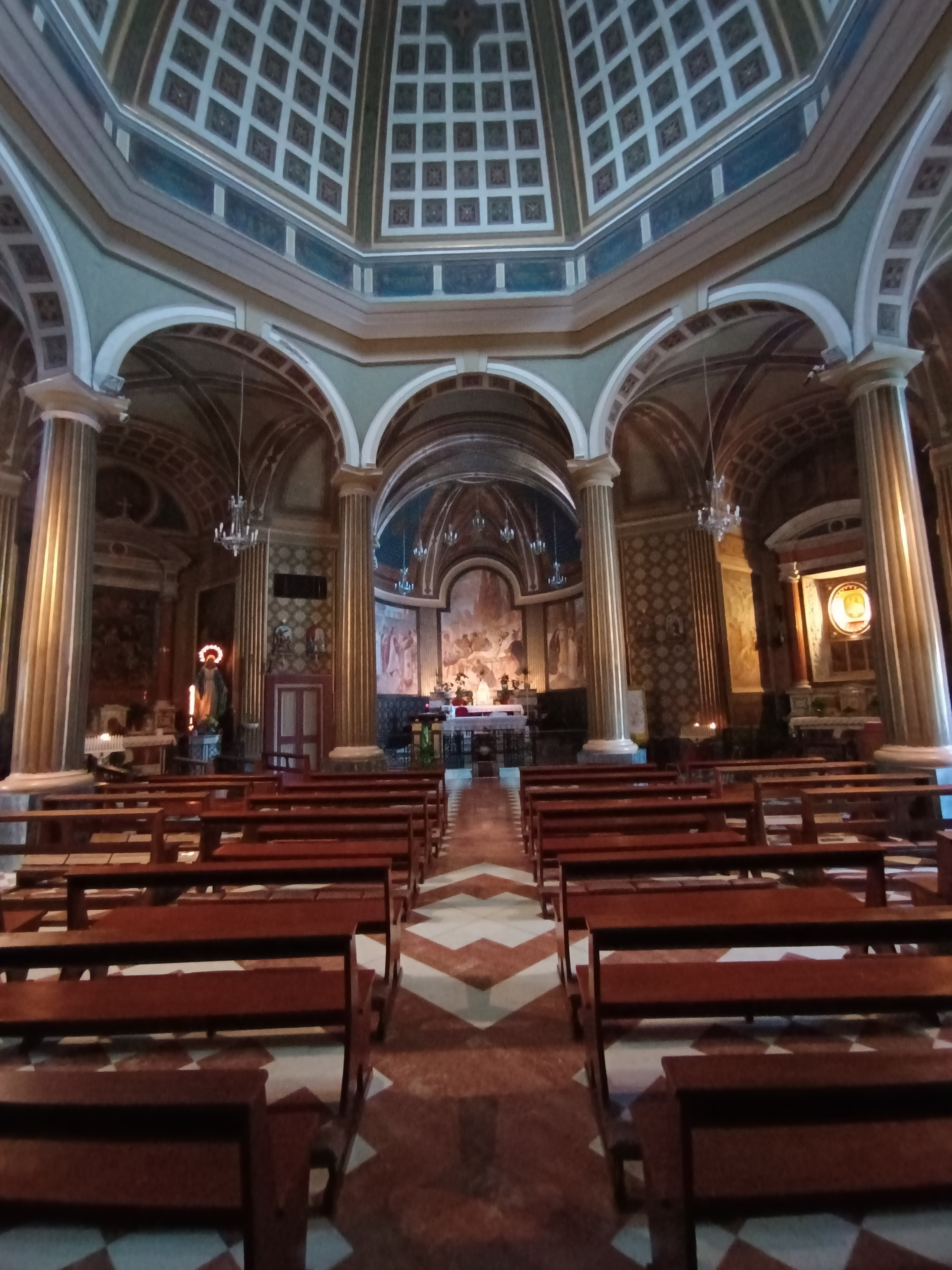
L'interno

Annesso alla parrocchiale è il campanile a base quadrata, la cui cella presenta su ogni lato una monofora a tutto sesto ed è coperta dalla guglia piramidale.

### Interno
L'interno dell'edificio, a pianta centrale, si compone di tre navate, separate da colonne sorreggenti gli archi a tutto sesto, e delle cappelle laterali, in cui sono ospitati gli altari minori; al termine dell'aula si sviluppa il presbiterio, leggermente rialzato, ospitante l'altare maggiore e chiuso dall'abside di forma semicircolare.
Qui sono conservate diverse opere di pregio, tra le quali gli affreschi raffiguranti la Crocifissione, l'Ultima Cena e Scene della vita di San Lorenzo, eseguiti da Ciro Pavisa, il trittico ritraente lo Sposalizio mistico di Santa Caterina d'Alessandria con Gesù e ai lati i santi Lorenzo e Pietro, eseguito da Stefano Folchetti nel 1507, e la pala che rappresenta la Madonna in trono con il Bambino attorniata dai 15 misteri del Rosario, risalente al 1577.